# Protolithocolletis lathyri
Protolithocolletis lathyri är en fjärilsart som beskrevs av Braun 1929. Protolithocolletis lathyri ingår i släktet Protolithocolletis och familjen styltmalar. Inga underarter finns listade i Catalogue of Life.